# 竹中正治
竹中 正治（たけなか まさはる、1956年12月21日 - ）は、日本の経済学者。元三菱東京UFJ銀行勤務で、龍谷大学教授、博士（経済学）（京都大学）。東京都出身。専攻は国際金融論、現代米国経済・金融。

## 経歴
1979年、東京大学経済学部を卒業し、同年東京銀行（現・三菱UFJ銀行）に入行。本店営業部、ニューヨーク支店、大阪支店勤務、為替資金部次長、調査部次長、米国ワシントンDC事務所長を経て（公益財団法人）国際通貨研究所経済調査部長兼チーフエコノミストを歴任した。
2009年に龍谷大学経済学部教授に就任。2012年に京都大学より博士号（経済学）を取得した。
日本金融学会、日本国際経済学会、Conference of Business Economists（USA）の各会員。

## 著書

### 単著
- 『素人だから勝てる外貨投資の秘訣』扶桑社、2006年
- 『ラーメン屋vsマクドナルド～エコノミストが読み解く日米の深層～』新潮社《新潮新書》、2008年
- 『今こそ知りたい資産運用のセオリー』光文社、2008年
- 『なぜ人は市場に踊らされるのか』日本経済新聞出版社、2010年
- 『米国の対外不均衡の真実』晃洋書房、2012年
- 『稼ぐ経済学～黄金の波に乗る知の技法～』光文社、2013年

### 共著
- 『通貨オプション戦略』日本経済新聞社、1990年
- 東京三菱銀行調査部（編）『米国経済の真実』東洋経済新報社、2002年
- 国際通貨研究所（編）『マネーの動きで読み解く外国為替の実際』PHP研究所、2007年
- 国際通貨研究所・竹中正治（編）『これから10年外国為替はこう動く』PHP研究所、2009年
- ワールドアナリシス・グループ『2011年の世界情勢』PHP研究所、2011年